# HMS Conqueror (S48)
HMS Conqueror (S48) byla ponorka britského královského námořnictva s jaderným pohonem. Byla to čtvrtá z pěti jednotek třídy Valiant. Ve službě byla v letech 1971–1990. Conqueror je dosud jediná jaderná ponorka, která v boji potopila jiné plavidlo.

## Pozadí vzniku
Ponorku postavila loděnice Cammel Laird v Birkenheadu. Stavba byla zahájena 5. prosince 1967, dne 28. srpna 1969 byla spuštěna na vodu a konečně 9. listopadu 1971 byla přijata do služby.

## Konstrukce
Trup byl vyroben z vysokopevnostní oceli UKE. Operační hloubka ponoru dosahovala 230 metrů. Výzbroj tvořilo šest 533mm torpédometů. Na palubě bylo neseno celkem 26 dlouhých zbraní. Pohonný systém tvořil jeden domácí tlakovodní jaderný reaktor Rolls-Royce PWR 1 s přirozeným oběhem (vodní čerpadla bylo nutné zapínat jen při nejvyšších rychlostech) a dvě parní turbíny English Electric, pohánějící jeden lodní šroub. Hlavní turbíny a převody byly pro snížení hlučnosti umístěny na odpružené podstavy. Nejvyšší rychlost dosahovala 20 uzlů na hladině a 28 uzlů pod hladinou.

## Služba
Ponorka Conqueror byla roku 1982 nasazena ve válce o Falklandy. Dne 3. května 1982 zastihla argentinský lehký křižník ARA General Belgrano (C-4), na který vypustila tři stará (ale spolehlivá) torpéda Mark VIII, používaná od druhé světové války. Dvě torpéda křižník zasáhla a potopila. Zemřelo přitom 323 členů posádky křižníku, více než polovina všech argentinských padlých za celou válku. Dalších 772 námořníků bylo zachráněno.
V letech 1984–1985 byla ponorka modernizována. Mimo jiné byly do její výzbroje integrovány protilodní střely Sub-Harpoon. Ze služby byla ponorka vyřazena v září 1990. Ještě v roce 2019 byla ponorka uložena a nedošlo k její likvidaci.